# Сальдивар, Анхель
А́нхель Сальди́вар Кавье́дес (исп. Ángel Zaldívar Caviedes; род. 8 февраля 1994, Гвадалахара) — мексиканский футболист, нападающий «Пуэблы» и сборной Мексики.

## Клубная карьера
Сальдивар — воспитанник клуба «Гвадалахара». 29 апреля 2013 года в матче против «Керетаро» он дебютировал в мексиканской Примере. 28 июля в поединке против «Чьяпас» Анхель забил свой первый гол за клуб.
В начале 2015 года он на правах аренды перешёл в «Корас де Тепик». 11 января в матче против «Сакатепека» Сальдивар дебютировал в Лиге Ассенсо. 18 января в поединке против «Ирапуато» Анхель забил свой первый гол за «Корас де Тепик». По окончании аренды он вернулся в «Гвадалахару» и помог родному клубу в том же году завоевать Кубок Мексики. В 2017 году Сальдивар помог клубу выиграть чемпионат.

## Международная карьера
В 2015 году Сальдивар в составе молодёжной сборной Мексики завоевал серебряные медали Панамериканских игр в Канаде. На турнире он сыграл в матчах против команд Парагвая, Тринидада и Тобаго, Панамы и дважды Уругвая. В поединке против панамцев Анхель забил гол.
7 сентября 2016 года в отборочном матче чемпионата мира 2018 против сборной Гондураса Сальдивар дебютировал за сборную Мексики.

## Достижения
Клубные
«Гвадалахара»
- Чемпионат Мексики по футболу — Клаусура 2017
- Обладатель Суперкубка Мексики — 2016
- Обладатель Кубка Мексики — Апертура 2015

Международные
Мексика (до 23)
- Панамериканские игры — 2015